# Trigomphus melampus
Trigomphus melampus är en trollsländeart som först beskrevs av Selys 1869.  Trigomphus melampus ingår i släktet Trigomphus och familjen flodtrollsländor. Inga underarter finns listade i Catalogue of Life.